# Don't Don
Don't Don (Tiếng Hàn: 돈!돈!) là album phòng thu thứ hai của nhóm nhạc nam Hàn Quốc Super Junior, được phát hành bởi SM Entertainment vào ngày 20 tháng 9 năm 2007 tại Hàn Quốc. Khác với album ra mắt của nhóm là SuperJunior05 (Twins), album này có sử dụng nhiều thể loại âm nhạc, chủ yếu tập trung vào những thể loại có nhịp điệu mạnh, thêm cả R&B và dance pop, với hầu hết các ca khúc trong album có sử dụng nhạc cụ bộ dây kéo. Hơn 60,000 bản của album đã được bán ra trong tuần đầu tiên phát hành và tổng cộng 164,058 bản đã được bán ra tính cho đến hết tháng 12, trở thành album bán chạy thứ hai của Hàn Quốc trong năm 2007, đứng sau album phòng thu thứ tư của SG Wannabe, "The Sentimental Chord".
Hai phiên bản repackaged, một bản có chứa 3 bài hát mới và một ca khúc được remix, bản còn lại cũng có ca khúc remix đó kèm theo DVD, được phát hành ngày 5 tháng 11 năm 2007 và 9 tháng 11 năm 2007 tại Hàn Quốc. Đĩa nhạc số được phát hành ngày 27 tháng 11 năm 2007.

## Trước khi phát hành và thu âm
Sau khi kết thúc quá trình quảng bá cho hit single trước đó của Super Junior là "U", SM Entertainment đã thông báo rằng nhóm đang chuẩn bị phát hành album phòng thu thứ hai, dự định sẽ ra mắt vào tháng 11 năm 2006. Tuy nhiên, do vụ tai nạn của Heechul vào ngày 10 tháng 8 năm 2006 nên lịch thu âm album đã phải hoãn lại. Một vụ tai nạn khác đã xảy ra với 4 thành viên vào ngày 19 tháng 4 năm 2007 trong đó có Kyuhyun và Leeteuk bị thương khá nặng cũng khiến lịch phát hành album phải dời lại. Kyuhyun, người bị thương nặng nhất, mãi đến ngày 5 tháng 7 năm 2007 mới có thể xuất viện.
Trong buổi họp fan ở Thượng Hải vào ngày 26 tháng 8 năm 2007, Han Geng đã nói rằng quá trình thu âm cho album đã được hoàn tất và album sẽ được phát hành vào tháng 9, và sau đó thì Shindong cũng đã thông báo rằng anh sẽ tạm dừng một số hoạt động của mình để chuẩn bị cho album. Công ty đã có một thông báo chính thức rằng Kyuhyun sẽ có sự xuất hiện trở lại. Vào ngày 5 tháng 9 năm 2007, Kangin đã xuất hiện trên chương trình radio của mình với kiểu đầu mới, khiến giới truyền thông bắt đầu suy đoán rằng đó là hình ảnh mới của anh trong album thứ hai của nhóm. Hình tượng cho album thứ hai trở thành một chủ đề tranh luận sôi nổi trong cộng đồng mạng khi có thêm những hình ảnh khác được tiết lộ thêm. Chỉ vài ngày sau, SM Entertainment đã cho tung ra hình ảnh quảng bá chính thức đầu tiên, nhưng chỉ có cái bóng của cả 13 thành viên. Hình tượng bí hiểm càng làm gia tăng những thảo luận dự đoán về hình tượng của album mới, nhưng vẫn không có thêm bất kỳ hình ảnh nào khác được tiết lộ cho đến tận ngày album được phát hành. Tuy nhiên, khoảng 1 tuần trước ngày trở lại của nhóm, vài bức ảnh cho album đã bị rò rỉ trên mạng.
Vào ngày 13 tháng 9 năm 2007, công ty thông báo ngày phát hành chính thức của album. Phiên bản nhạc số được phát hành ngày 19 tháng 9 năm 2007 trong khi album sẽ chính thức được phát hành ngày 20 tháng 9 năm 2007. Các fan có thể đặt mua trước từ ngày 14 tháng 9 năm 2007 tại Hàn Quốc.
Ca khúc "돈 돈! (Don't Don)", cũng trùng với tên album, đã được chọn làm bài hát chủ đề. Tên bài có sử dụng sự đồng âm giữa hai từ: "Don't" (tiếng Anh) nghĩa là "Đừng", hay "ngừng lại", và "Don" (Tiếng Hàn:돈) có nghĩa là "Tiền"; hoặc nó cũng là một sự chơi chữ trong tiếng Hàn, với danh từ "Don" (Tiếng Hàn:돈) có nghĩa là "Tiền" và tính từ "Donda" (Tiếng Hàn: 돈다), có nghĩa là "phát điên". "Don't Don" là ca khúc thuộc thể loại SMP (SM Music Performance), một thể loại được nhạc sĩ Yoo Young-jin của SM Entertainment sáng tạo ra, được kết hợp từ phiên bản mạnh mẽ của nhạc R&B, rock, rap, và hip hop. Phần nhạc của "Don't Don" có sự kết hợp giữa những nốt lặp đi lặp lại của guitar, nhịp trống nhanh, guitar điện, và tiếng violin đơn, và cả những nhạc cụ khác nữa, khiến cho phần nhạc của ca khúc trở nên đặc biệt. Lời bài hát nói về nỗ lực biến thế giới trở thành một nơi trong sạch và tốt đẹp hơn để dành cho những thế hệ tương lai, và gửi một thông điệp về cách thức mà đồng tiền, thói đạo đức giả và những thay đổi trong xã hội có thể biến thế giới thành một nơi tồi tệ đến thế nào. Nối tiếp sau single đầu tiên, "Marry U" được chọn làm single quảng bá thứ 2 cho album. Khác hẳn với "Don't Don", "Marry U" là một ca khúc R&B ballad, khôi phục lại phong cách cổ điển đối lập với hình ảnh tối tăm trong single đầu tiên. Những ca khúc còn lại trong album bao gồm phong cách Ballad nhẹ nhàng, có âm thanh của nhạc cụ bộ dây, retro R&B, và những ca khúc nhạc dance mang xu hướng của thập niên 80, một phong cách khác hẳn so với album đầu tiên "SuperJunior05 (Twins)" vốn chỉ tập trung chủ yếu vào nhạc dance pop hiện đại. Tuy nhiên, phong cách bubblegum pop trong album thứ nhất vẫn xuất hiện trong album thứ hai này, ví dụ như trong bài "Sapphire Blue".
Vài thành viên đã tham gia vào quá trình sản xuất album. Yesung, Ryeowook, Kyuhyun được nêu là người hát giọng nền trong album trong khi Eunhyuk, một trong những rapper chính của nhóm, là người đã viết phần lớn lời rap cho các bài hát trong album. Leeteuk, Sungmin, Eunhyuk, và Donghae cũng là những người viết lời cho ca khúc nhạc dance/pop "I am", được phối âm bởi Yoon Jongshin. Những nhạc sĩ nổi tiếng như Yoon Jongshin, Kim Johan, Kim Youngho, Hwang Sungjae, Kim Changhyun… cũng tham gia vào quá trình sản xuất album này.

## Phiên bản repackaged
Hai phiên bản repackaged của album đã được phát hành sau phiên bản chính thức khoảng 1 tháng. Version 2 của album ở dạng đĩa CD, được phát hành ngày 5 tháng 11 năm 2007 với 4 ca khúc mới gồm "Marry U" (phiên bản mới), "A Man In Love", "The girl is mine", và "A Man In Love" (Remix). Dù "Marry U" đã có trong phiên bản đầu tiên nhưng trong phiên bản repackaged thì nó được làm lại, trở thành đĩa đơn quảng bá thứ hai của album. Phiên bản remix của "A Man In Love" cũng được quảng bá một phần cho phiên bản repackaged của album. Version 3 của album là dạng CD+DVD, được phát hành ngày 9 tháng 11 năm 2007. Dù không có bài mới nào được thêm vào bản CD ở version 3 nhưng trong đĩa DVD kèm theo lại có cả MV và những cảnh hậu trường trong quá trình sản xuất album.

## Quy cách đĩa và hình ảnh của album
Hình tượng của Don't Don tối tăm hơn so với album đầu tiên SuperJunior05 (Twins). Album được phát hành với 13 hình bìa khác nhau, mỗi bìa đĩa có hình của 1 thành viên. Cả 13 loại hình bìa này đều có trong phiên bản CD package, và có thể được thay đổi bất cứ lúc nào. Ấn tượng đầu tiên của album có thể sẽ bị đánh giá không tốt nhưng thực ra lại rất được đón nhận, khi mà các thành viên mang những hình tượng táo bạo hơn so với thời "U". Các thành viên đều chưng diện mái đầu bạc hay các kiểu tóc kỳ quặc và đáng sợ, có thể là do ảnh hưởng từ phong cách thời trang của punk kết hợp với Hip hop. Vài thành viên còn gây ấn tượng mạnh với những hình săm trên da, có thể là vòng quanh cổ, trên lưng hay trên bụng.
Nhưng cùng với sự phát hành phiên bản thứ 2 cho album, Super Junior đã nhanh chóng chuyển hình ảnh táo bạo về lại phong cách cổ điển để quảng bá cho đĩa đơn thứ hai, "Marry U". Phong cách đầu tóc đã đều đã được chuyển đổi nhẹ nhàng và màu tóc trở nên tối hơn. Còn với phiên bản thứ 3, nhóm đã trở lại đúng với hình ảnh những chàng trai mang phong cách thời trang hiện đại.

## Sự đánh giá của dư luận và quảng bá
Don't Don ra mắt ở vị trí số #1 trên bảng xếp hạng album MIAK K-pop, nhanh chóng vượt mặt Lee Soo Young và Wheesung là những nghệ sĩ chỉ mới phát hành album trước "Don't Don" khoảng hai tuần. Album bán được 66,678 bản trong tháng đầu tiên. Cho đến hết tháng 12 năm đó, tức là sau 3 tháng, tổng cộng 164,058 bản của album đã được bán ra, đưa "Don't Don" trở thành album được bán chạy thứ hai trong năm 2007 chỉ sau SG Wannabe.
Album cũng giành được nhiều thành công ở thị trường quốc tế, đạt vị trí thứ #1 trên Five Music J-pop/K-pop Chart và G-music J-pop Chart ở Đài Loan trong tuần đầu tiên phát hành tại đây. Album cũng ra mắt ở vị trí thứ #3 trên G-music Combo Billboard Chart, vượt qua nhóm nhạc Đài Loan K One vốn cũng phát hành album vào cùng thời gian đó. Don't Don trở thành album Hàn Quốc đạt vị trí cao nhất trên bảng xếp hạng của Đài Loan, vượt qua cả các tiền bối TVXQ và Shinhwa.
Super Junior có màn diễn trở lại với Don't Don vào ngày 21 tháng 9 năm 2007 trên chương trình Music Bank của đài KBS. Đó cũng là màn diễn đầu tiên với đầy đủ 13 thành viên của nhóm sau hơn 1 năm dài, thu hút rất nhiều sự chú ý của dư luận. Quá trình quảng bá cho "Don't Don" kéo dài gần 3 tháng không chỉ trên Music Bank mà còn trên cả các chương trình âm nhạc khác như Inkigayo của SBS và M! Countdown của M.NET. Không lâu sau khi phát hành đĩa đơn thứ hai "Marry U", Super Junior trở thành người cùng dẫn chương trình Explorers of the Human Body của đài SBS cùng với MC Shin Dongyup. Chương trình mới này nhận được nhiều phản hồi tốt trong phần đầu tiên, và luôn đạt tỉ suất người xem cao nhất trong số các chương trình ngày Chủ nhật của đài SBS. Tuy nhiên, phần đầu tiên đã nhanh chóng kết thúc với 13 tập vào tháng 2 năm 2008 do lịch trình bận rộn của Super Junior vì họ đang trong quá trình chuẩn bị cho chuyến lưu diễn đầu tiên của nhóm có tên "Sper Junior the 1st Asia Tour - Super Show". Tuy vậy, SBS cũng có cân nhắc đến việc làm tiếp phần hai của chương trình.

## Danh sách bài hát

### Version 1
1. "돈 돈! (Don't Don)" — 4:11
2. "소원이 있나요 (Sapphire Blue)" — 3:24
3. "You're My Endless Love (말하자면)" — 4:32
4. "미워 (Hate U, Love U)" — 3:47
5. "Disco Drive" — 4:07
6. "Marry U" — 3:18
7. "I am" — 3:30
8. "사랑이 떠나다 (She's gone)" — 4:38
9. "Missin' U" — 3:43
10. "거울 (Mirror)" — 4:01
11. "우리들의 사랑 (Our Love)" — 3:48
12. "Midnight Fantasy" — 4:00
13. "Thank you" — 3:35
14. "아주 먼 옛날 (Song for you)" (Bonus track) — 3:40

| 1. "돈 돈! (Don't Don)" — 4:11 2. "소원이 있나요 (Sapphire Blue)" — 3:24 3. "You're my endless love (말하자면)" — 4:32 4. "Marry U" (New ver.) — 3:16 5. "갈증 (A Man In Love)" — 3:32 6. "Disco Drive" — 4:07 — 3:17 7. "미워 (Hate U, Love U)" — 3:47 8. "I am" — 3:30 9. "사랑이 떠나다 (She's gone)" — 4:38 10. "마지막 승부 (The girl is mine)" — 3:17 11. "거울 (Mirror)" — 4:01 12. "우리들의 사랑 (Our Love)" — 3:48 13. "Missin' U" — 3:43 14. "Midnight Fantasy" — 4:00 15. "Thank you" — 3:35 16. "갈증 (A Man In Love)" (Remix ver.) — 4:35 17. "아주 먼 옛날 (Song for you)" (Bonus track) — 3:40 18. "Marry U" (Japanese ver.) — 3:16 (Japanese edition only) | 1. "Money, Money! (Don't Don)" — 4:11 2. "Do You Have A Wish (Sapphire Blue)" — 3:24 3. "You're my endless love (So To Speak)" — 4:32 4. "Marry U" (phiên bản mới) — 3:16 5. "Thirst (A Man In Love)" — 3:32 6. "Disco Drive" — 4:07 7. "Hate (Hate U, Love U)" — 3:47 8. "I am" — 3:30 9. "Love Is Gone (She's gone)" — 4:38 10. "The Last Defeat (The girl is mine)" — 3:17 11. "Mirror (Mirror)" — 4:01 12. "Our Love (Our Love)" — 3:48 13. "Missin' U" — 3:43 14. "Midnight Fantasy" — 4:00 15. "Thank you" — 3:35 16. "Thirst (A Man In Love)" (Phiên bản Remix) — 4:35 17. "A Very Distant Past (Song for you)" (Bonus track) — 3:40 |

### Version 3
| 1. "돈 돈! (Don't Don)" — 4:12 2. "소원이 있나요 (Sapphire Blue)" — 3:24 3. "You're my endless love (말하자면)" — 4:32 4. "미워 (Hate U, Love U)" — 3:47 5. "Disco Drive" — 4:07 6. "Marry U" (phiên bản mới) — 3:18 7. "I am" — 3:30 8. "사랑이 떠나다 (She's gone)" — 4:38 9. "Missin' U" — 3:43 10. "거울 (Mirror)" — 4:02 11. "우리들의 사랑 (Our Love)" — 3:48 12. "Midnight Fantasy" — 4:00 13. "Thank you" — 3:35 14. "아주 먼 옛날 (Song for you)" (Bonus track) — 3:40 | 1. Hậu trường chụp ảnh "Marry U" 2. Tự thuật 3. Nói về nhau 4. Câu chuyện của mỗi thành viên! "Nói với chính tôi!" 5. Phần kết 6. Hậu trường quay MV "Don't Don" 7. MV "Don't Don" 8. Hậu trường quay MV "Marry U" |

## Cấu thành album

### Hát
| - Leeteuk – trừ bài số 8, 10 - Heechul – trừ bài số 3, 7, 8, 10, 11, 12, 13, 14 - Han Geng – trừ bài số 4, 5, 6, 8, 10, 11, 12, 13, 14 - Yesung – tất cả các bài - Kangin – trừ bài số 10 - Shindong – trừ bài số 3, 4, 6, 7, 8, 10, 12, 13, 14 - Sungmin – tất cả các bài - Eunhyuk – trừ bài số 4, 8 - Donghae – tất cả các bài - Siwon – trừ bài số 5, 8, 10, 13 - Ryeowook – tất cả các bài - Kibum – trừ bài số 4, 5, 6, 7, 8, 10, 11, 12, 13, 14 - Kyuhyun – tất cả các bài - Groovie. K – guitar điện (bài số 1) - Henry Lau– violin (bài số 1) - Ahn Iksu – guitar (bài số 2) - K-strings – Bộ dây kéo (bài số 3, 4, 6, 7, 8, 10, 11) - Kim Jung-bae – guitar (bài số 4, 7, 11) - Min Chae-hyun – guitar bass (bài số 4, 7, 11) - Kil Eun-kyung – piano (bài số 4); keyboard (bài số 5) - Lee Sung-ryul – guitar (bài số 5, 9) - Chang Hyo-Suk – alto saxophone (bài số 5) - Saem Ri – guitar (bài số 6) - Jung Hyosuk – (bài số 6) - Hong Chuk-ho – guitar (bài số 8, 13) - Kang Chae-Il – bass (bài số 8) - Lee Sang-min – trống (bài số 8, 13) - Go Tae-young – guitar (bài số 10, 12, 14) | - Leeteuk – giọng tenor (nam cao), rapper; bài số 1 - Heechul – giọng tenor, rapper; bài số 1 - Han Geng – giọng tenor; bài số 1 - Yesung – giọng baritone (nam trung); bài số 1, 4, 6, 7, 8, 9, 10, 11, 13 - Kangin – giọng baritone; bài số 1 - Shindong – giọng bass (nam trầm), rapper; bài số 1 - Sungmin – giọng tenor; bài số 1, 6, 7 - Eunhyuk – giọng tenor, rapper; bài số 1 - Donghae – giọng tenor, rapper; bài số 1 - Siwon – giọng baritone; bài số 1 - Ryeowook – giọng tenor; bài số 1, 4, 6, 7, 8, 9, 10, 11, 14 - Kibum – giọng bass, rapper; bài số 1 - Kyuhyun – giọng bass; bài số 1, 4, 6, 7, 8, 11, 14 - Yoo Young-jin – bài số 1 - Mok Ji-hyun – bài số 2 - Kim Young-hoo – bài số 3, 14 - Kang Tae-yoo – bài số 5 - Byun Chae-won – bài số 8, 9 - Lee Ju-hyung – bài số 9 - Jang Jung-woo – bài số 10 - Chun Dahn-bi – bài số 12 - Park Chang-hyun – bài số 12 - Kim Jo-han – bài số 13 - Kim Ho-su – bài số 13 |

## Xếp hạng
Tất cả xếp hạng dưới đây đều lấy từ số liệu bán thực tế.

### Xếp hạng tuần (Hàn Quốc)
| Vị trí cao nhất | Doanh số |
| --------------- | -------- |
| 1               | 35,059   |

### Doanh số album 2007 (Hàn Quốc)
Số liệu được lấy từ cả bán thực tế lẫn doanh số bán trực tuyến.
| Vị trí cao nhất | Doanh số |
| --------------- | -------- |
| 1               | 176,736  |

### Doanh số album hàng năm (Hàn Quốc)
Số liệu được lấy từ cả bán thực tế lẫn doanh số bán trực tuyến.
| Vị trí cao nhất | Doanh số |
| --------------- | -------- |
| 2               | 164,058  |

### Các bảng xếp hạng

#### Hàn Quốc
| Bảng xếp hạng     | Vị trí ra mắt | Vị trí cao nhất | Số tuần        |
| ----------------- | ------------- | --------------- | -------------- |
| Hanteo Charts     | 4             | 1               | (còn tiếp tục) |
| MIAK K-pop Charts | 1             | 1               | (còn tiếp tục) |

#### Đài Loan
| Bảng xếp hạng                 | Vị trí ra mắt | Vị trí cao nhất | Số tuần   |
| ----------------------------- | ------------- | --------------- | --------- |
| G-Music Combo Charts          | 3             | 3               | (2 tuần)  |
| G-Music J-pop Charts          | -             | 1               | (20 tuần) |
| Five Music J-pop/K-pop Charts | 1             | 1               | (20 tuần) |

#### Trung Quốc (đại lục)
| Bảng xếp hạng        | Vị trí ra mắt | Vị trí cao nhất | Số tuần        |
| -------------------- | ------------- | --------------- | -------------- |
| Amazon Music Charts  | 2             | 1               | (còn tiếp tục) |
| Beijing Music Charts | 2             | 1               | (còn tiếp tục) |

#### Nhật Bản
| Bảng xếp hạng | Vị trí ra mắt | Vị trí cao nhất | Số tuần        |
| ------------- | ------------- | --------------- | -------------- |
| Oricon Top 20 | 15            | 15              | (còn tiếp tục) |

#### Philippines
| Bảng xếp hạng        | Vị trí ra mắt | Vị trí cao nhất | Số tuần        |
| -------------------- | ------------- | --------------- | -------------- |
| Astroplus Top Albums | 1             | 1               | (còn tiếp tục) |

## Lịch sử phát hành
Ngoài Hàn Quốc, album Don't Don còn được phát hành ở những quốc gia khác nhau bởi những công ty khác nhau.
"Don't Don" được phát hành ở Đài Loan ngày 19 tháng 10 năm 2007 và ở Hong Kong ngày 25 tháng 10 năm 2007 bởi Avex Trax, với tên album được đổi thành "The Second Hit" (giản thể: 第二击; phồn thể: 第二擊; bính âm: dìèrjī). Cả hai phiên bản repackaged đều được phát hành ở Đài Loan ngày 7 tháng 12 năm 2007. Phiên bản thứ hai có tên "The Second Hit - New retro B version" và phiên bản thứ ba là "The Second Hit - New modern C version".
Album cũng được phát hành ở đại lục vào đầu tháng 3 năm 2008 và được đổi tên thành Never Give Up (giản thể: 绝不放弃; phồn thể: 絕不放棄; bính âm: juébúfàngqì).
Dù phiên bản đầu tiên của album đã được phát hành ở Nhật vào đầu tháng 5 năm 2008 bởi Rhythm Zone, thì một phiên bản tiếng Nhật đặc biệt (Japanese edition), bao gồm tất cả các bài trong phiên bản thứ hai và bản tiếng Nhật của "Marry U" cũng được phát hành thêm vào ngày 25 tháng 2 năm 2009.
Tại Philippines, 3 phiên bản gồm cả CD và DVD đã được phát hành vào ngày 14 tháng 5 năm 2010.
| Phiên bản        | Khu vực     | Ngày                 | Định dạng    | Công ty phát hành |
| ---------------- | ----------- | -------------------- | ------------ | ----------------- |
| A                | Hàn Quốc    | 20 tháng 9 năm 2007  | CD, cassette | SM Entertainment  |
| A                | Thái Lan    | Tháng 10, 2007       | CD           | GMM Grammy        |
| A                | Đài Loan    | 19 tháng 10 năm 2007 | CD           | Avex Taiwan       |
| A                | Hong Kong   | 25 tháng 10 năm 2007 | CD           | Avex Asia         |
| A                | Trung Quốc  | Tháng 3, 2008        | CD           | Sky Music         |
| A                | Nhật Bản    | Tháng 5, 2008        | CD           | Rhythm Zone       |
| B                | Hàn Quốc    | 5 tháng 11 năm 2007  | CD           | SM Entertainment  |
| B                | Đài Loan    | 7 tháng 12 năm 2007  | CD           | Avex Taiwan       |
| C                | Hàn Quốc    | 9 tháng 11 năm 2007  | CD+DVD       | SM Entertainment  |
| C                | Đài Loan    | 7 tháng 12 năm 2007  | CD+DVD       | Avex Taiwan       |
| C                | Philippines | 14 tháng 5 năm 2010  | CD+DVD       | Universal Records |
| D                | Hàn Quốc    | 27 tháng 11 năm 2007 | Nhạc số      | SM Entertainment  |
| Japanese edition | Nhật Bản    | 25 tháng 2 năm 2009  | CD+DVD       | Rhythm Zone       |